# Düsseldorf Gladiators
Der Düsseldorfer Inline-Hockey-Verein (DIHV) Gladiators, oder kurz Düsseldorf Gladiators, ist eine Inlinehockey-Mannschaft, die am Spielbetrieb der Deutschen Inlinehockey-Liga (DIHL) teilnimmt. Viele Eishockeyprofis der DEG Metro Stars, aber auch Akteure z. B. der Krefeld Pinguine bilden das Rückgrat der Mannschaft. Aufgestockt wird der Kader mit Juniorenspielern und Akteuren aus der Oberliga und Regionalliga NRW. Zurzeit sind unter anderem die DEG-Profis Jochen Reimer, Patrick Reimer, Robert Dietrich, Fabio Carciola, Peter Boon, Marián Bažány und auch DEG-Kapitän Daniel Kreutzer für die Gladiators aktiv. Zudem finden sich ehemalige DEG-Profis wie Udo Schmid oder Carsten Gossmann in den Reihen der Gladiators. Sportlicher Leiter der Gladiators ist Wolfgang Reinhardt.

## Geschichte
Der DIHV Gladiators wurde Ende der 90er Jahre auf Initiative einiger DEG-Spieler gegründet, die sich im Sommer unter anderem mit Inlinehockey fit halten wollten. In der 1996 entstandenen DIHL wurden die Düsseldorf Gladiators recht schnell ein relativ erfolgreiches Team, sie standen aber lange im Schatten der DEG Rhein Rollers. Nach der Finalteilnahme 2002, bei der man dem Meister Munich Wanderers Germering mit 6:7 nach Penaltyschießen unterlag, wurde der deutsche Meistertitel 2004 nach Düsseldorf geholt. In einer – besonders im zweiten Match äußerst spannenden – im Best-of-Three-Modus ausgespielten Finalrunde gegen die Pinguine Königsbrunn konnte man sich mit 7:3 und 4:3 durchsetzen. Auch in den Folgejahren spielten die Gladiators recht erfolgreich mit, hatten aber immer das Problem, dass in Nordrhein-Westfalen kaum oder keine Mannschaften am Inlinehockey-Spielbetrieb teilnahmen, so dass man auf die meist besser vorbereiteten bayerischen Teams erst in den Play-off-Spielen begegnete. Die kuriose Situation des "Mannschaftenmangels" führte dazu, dass man vor Beginn der Finalrunden meist nur ein Spiel gegen einen Vertreter der Norddeutschen-Inlinehockey-Liga (u. a. 2007 mit einem 29:1 (!) gegen die Celle Oilers) abzuleisten hatte, und dann direkt in das Viertelfinale einstieg. In der Saison 2007 schaffte man es aber, recht erfolgreich (2. Platz) an einem internationalen Turnier in Brünn / Tschechien teilzunehmen. Dieses Turnier erwies sich als sehr gute Vorbereitung, denn die Gladiators qualifizierten sich für das Final-Four-Turnier in Germering bei den dort ansässigen Rolling Wanderers Germering. Nach einem 6:5-Erfolg im Halbfinale gegen die Landsberg Vipers traf man auf den amtierenden Champion Germering. Nachdem man einen zwischenzeitlichen 1:4-Rückstand noch aufgeholt hatte, verlor man dennoch nach Verlängerung aufgrund eines Powerplay-Tores Germerings, das einer umstrittenen Strafzeit für die Gladiators folgte, mit 6:7 nach Verlängerung. Trotz der Niederlage schloss man die Saison 2007 sehr erfolgreich als Vizemeister ab.

## Saison 2008
Für die Saison 2008 haben die Gladiators einen erneuten Angriff auf den deutschen Meistertitel der diesmal gemeinsam von DRIV und DEB veranstalteten DIHL geplant. Man hat sich dementsprechend nochmal mit zahlreichen DEL-Profis verstärkt (u. a. Henrik Hölscher oder Boris Blank), zudem stehen einige Talente aus der Oberliga und Regionalliga (Alexander Engel, Tobias Stolikowski, Marc Höveler, Eugen Novossolov) sowie Inlinehockey-Routinier André Wilmshöfer zur Verfügung. Außerdem wurde eine weitere Mannschaft gegründet, die Young Gladiators Düsseldorf, in der vor allem die Spieler der Düsseldorfer DNL - Mannschaft zum Einsatz kommen, unterstützt von Routinier Henrik Hölscher oder Christian Flügge. Zusammen mit dem Inlinehockey-Team der Ratinger Ice Aliens bilden sie die Gruppe B der Division Nord in der Deutschen Inlinehockey-Liga. So ist – anders als in den Jahren zuvor – ein gewisser Spielbetrieb gewährleistet. Durch drei souveräne Siege (10:6 gegen die Young Gladiators, 11:6 und 18:6 gegen die Ratinger Ice Aliens) qualifizierte man sich frühzeitig als Tabellenführer für das Viertelfinalturnier, das am 8. Juni 2008 in der zweiten Halle am Eisstadion an der Brehmstraße stattfand. Hier schlug man souverän zunächst die Braunschweig Vipers in einer nach zwei Viertel abgebrochenen Partie mit 22:0. Im entscheidenden Spiel gegen die Dare Devils Mannheim gelang dann ein 19:6 - Erfolg, womit man sich souverän für das Halbfinale qualifizierte. Am 14. Juni  traf man im Halbfinalturnier auf den Lokal-Rivalen DEG Rhein Rollers sowie die Assenheim Patriots. Nachdem man Assenheim mit 8:4 besiegt hatte, musste die Entscheidung über die Endspiel-Teilnahme im Spiel gegen die DEG Rhein Rollers fallen, die im ersten Spiel des Turniers gegen Assenheim mit 5:2 erfolgreich waren. Die Rhein Rollers wurden überraschend deutlich mit 10:4 in ihre Schranken verwiesen, so dass die Gladiators erneut am Finale um die deutsche Inlinehockey-Meisterschaft teilnehmen. Am 5. Juli 2008 man zunächst zuhause auf den langjährigen Rivalen und Finalgegner des letzten Jahres, die Rolling Wanderers Germering. Hier unterlag man sehr knapp mit 6:7. Den Unterschied in diesem Spiel machte Michael Wolf, Eishockey-Profi der Iserlohn Roosters, der alleine drei Tore erzielte. Das Rückspiel erfolgte am 13. Juli in Germering. In diesem zweiten Finalspiel waren die Düsseldorf Gladiators chancenlos und unterlagen eindeutig mit 3:10, so dass sie sich erneut mit dem Vizemeistertitel begnügen mussten.

## Saison 2009
In der Spielzeit 2009 stehen in der Nordgruppe der DIHL noch weniger Mannschaften als Gegner der Gladiators zur Verfügung. Lediglich die Inlinehockey-Mannschaft der Ratinger Ice Aliens konnte zur Teilnahme an der DIHL bewegt werden, Lokalrivale DEG Rhein Rollers ist nur in der IHD-Bundesliga tätig. Die Young Gladiators, im letzten Jahr ebenfalls Teilnehmer an der DIHL, wurden nicht erneut ins Rennen geschickt. Damit hat sich der Aderlass von Teams in der DIHL weiter verschärft.  Zur weiteren Saisonvorbereitung nehmen die Gladiators zudem an einem Benefiz-Spiel beim Skaterhockey-Bundesligisten Ahauser Maidy Dogs teil.